# Intercomités handball
 (avril 2022).
Si vous disposez d'ouvrages ou d'articles de référence ou si vous connaissez des sites web de qualité traitant du thème abordé ici, merci de compléter l'article en donnant les références utiles à sa vérifiabilité et en les liant à la section « Notes et références ».
Les Intercomités - Trophée Michel Barbot sont des compétitions de handball organisée par la Fédération française de handball permettant aux jeunes de moins de 14 ans de toute la France de s'affronter. Les équipes comités sont des sélections représentant leur département, soit un total de 95 comités.
L'objectif principal de la Fédération française de handball est de détecter des joueurs et des joueuses de talent. Depuis les années 1990, les finales se déroulent sur l'agglomération d'Orléans, le week-end de la Pentecôte. Pour l'édition 2025, la compétition se déroulera les 7 et 9 juin 2025.

## Fonctionnement
| N° du Tour | Nombre d'équipes    | Nombre de groupes      | Caractéristiques                                                                    | Nombre d'éliminés/groupe                       |
| ---------- | ------------------- | ---------------------- | ----------------------------------------------------------------------------------- | ---------------------------------------------- |
| 1          | X (Indéterminable)  | X (Indéterminable)     | Série de Brassage (pour évaluer les forces)                                         | Aucun                                          |
| 2          | X (Idem 1er Tour)   | X (Idem 1er Tour)      | Respect de la règle de la force et de la Géolocalisation (Emplacement Géographique) | Faire en rapport du nombre de comités inscrits |
| 3          | 48 + Têtes de Série | 6 Groupes de 8 Équipes | *2 qualifiés.                                                                       |                                                |
| Tour Final | 12 + 5 Dom-Tom      | 4 Poules de 4 Comités  | *Phrase de Poules + Élimination Directe *Matches de Classement                      | Aucun                                          |

## Dates
- Tour régionaux : en fonction des Ligues
- Tournoi interrégional : week-end de Pâques (6 tournois féminins / 6 tournois masculins)
- Finales intercomités - Trophée Michel Barbot : week-end de la Pentecôte à Orléans (45)

## Palmarès masculin
● 2025, Gironde
- 2024, Var
- 2023, Bouches-du-Rhône
- 2022, Val de Marne
- 2019, Marne
- 2018, Rhône
- 2017, Val d'Oise
- 2016, Seine-et-Marne
- 2015, Rhône
- 2014, Seine-Saint-Denis
- 2013, Var
- 2012, Bas-Rhin
- 2011, Savoie
- 2010, Seine-Saint-Denis
- 2009, Bouches-du-Rhône
- 2008, Hérault
- 2007, La Réunion
- 2006, Haut-Rhin
- 2005, Gironde
- 2004, Gironde
- 2003, Haut-Rhin
- 2002, Pyrénées-Atlantiques
- 2001, Lyonnais-Savoie
- 2000, Pyrénées-Atlantiques
- 1999, Val de Marne
- 1998, Bouches-du-Rhône[1]

## Palmarès féminin
● 2025, Bas-Rhin
- 2024, Pyrénées Atlantiques
- 2023, Var
- 2022, Pyrénées Atlantiques
- 2019, Gironde
- 2018, Gironde
- 2017, Doubs
- 2016, Bas-Rhin
- 2015, Seine-Saint-Denis
- 2014, Loire-Atlantique
- 2013, Gard
- 2012, Finistère
- 2011, Gard
- 2010, Bouches-du-Rhône
- 2009, Doubs
- 2008, Lorraine
- 2007, Bas-Rhin
- 2006, Le Loiret
- 2005, Lorraine
- 2004, Lorraine
- 2003, Gironde
- 2002, Corse
- 2001, Yvelines
- 2000, Finistère
- 1999, Gironde
- 1998, Pyrénées-Atlantiques[1]